# Antiblemma brevipennis
Antiblemma brevipennis là một loài bướm đêm trong họ Erebidae.